# Thelypteris sumatrana
Thelypteris sumatrana là một loài thực vật có mạch trong họ Thelypteridaceae. Loài này được (Alderw.) Tagawa & K. Iwats. miêu tả khoa học đầu tiên năm 1967.